# Henrietta Treffz
Henrietta "Jetty" Treffz, nata Henrietta Chalupetzky (Vienna, 1º luglio 1818 – Vienna, 8 aprile 1878), è stata un mezzosoprano austriaca, conosciuta soprattutto per essere stata la prima moglie di Johann Strauss (figlio).

## Biografia
Henrietta era l'unica figlia di Joseph Chalupetzky (un orafo di Vienna discendente da una famiglia di origine boema che da generazioni lavorava alla lavorazione di oro e argento) e di Henriette Treffz (1794-1871). La giovane Henrietta cominciò a studiare musica e canto a Vienna adottando il cognome della madre da nubile, Treffz, per scopi professionali. La sua carriera iniziò prima con esibizioni in Austria (nel 1837 la giovane cantante debuttò al Theater am Kärntnertor), Germania (dove fra gli anni 1839-1841 si esibì al teatro di corte di Dresda e a Lipsia) e Francia.
Fra il 1844-1848 abbandonò il Theater am Kärntnertor per spostarsi prima al Theater in der Josefstadt e successivamente al Theater an der Wien con Jenny Lind.
Fu tuttavia nel Regno Unito, quando comparve in una serie di concerti a fianco di Johann Strauss padre, che cominciarono a giungerle i primi veri riconoscimenti. Il “Musical World”, pubblicato a Londra il 5 maggio 1849, scrisse a proposito del suo talento:
(“Musical World”)

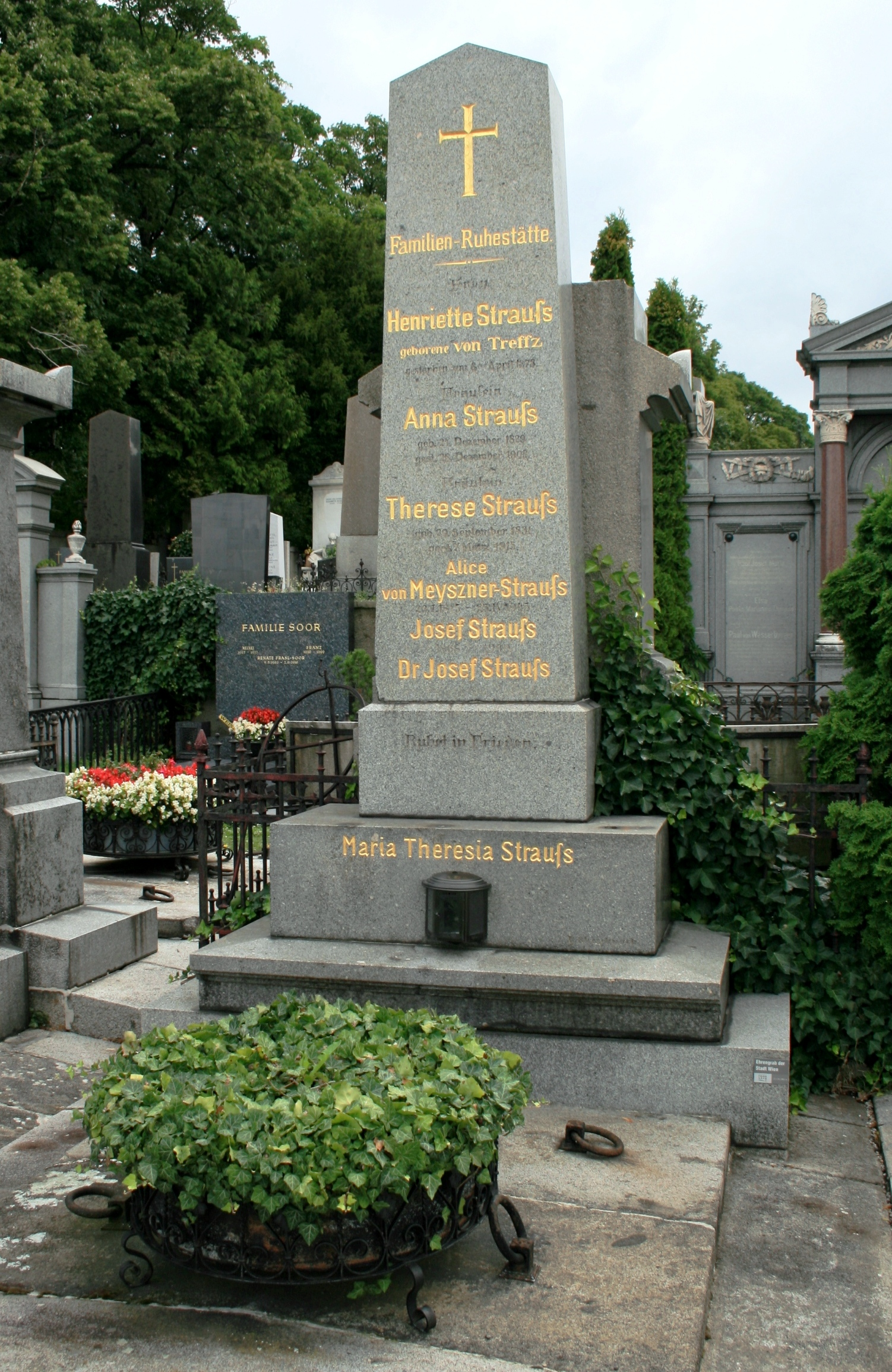
La tomba di Henrietta Treffz nel cimitero viennese di Hietzing.

Tra il 1841 e il 1852, Henrietta diede alla luce sette figli illegittimi e, intorno al 1843, divenne l'amante del ricco banchiere Moritz Todesco, con il quale sarebbe restata legata per i successivi diciotto anni. Todesco, appassionato di musica, ospitò molte serate musicali nel salotto della sua casa viennese dove si riunivano diverse figure importanti ed influenti del mondo dell'arte, della musica e della letteratura. Molto probabilmente Henrietta venne presentata a Johann Strauss figlio durante l'inverno del 1861 o 1862 ad una di queste feste, anche se è possibile che i due si fossero già incontrati sedici anni prima durante un ballo al teatro “Sträussel-Säle” nel quartiere di Josefstadt.
Il 27 agosto 1862, Henrietta (affettuosamente soprannominata “Jetty”), sposò Johann Strauss nella cattedrale di Santo Stefano a Vienna, un matrimonio che si rivelò vantaggioso per il compositore sotto tutti i punti di vista: grazie al forte sostegno rivolto all'attività musicale del marito e allo spiccato senso per gli affari, Jetty influenzò notevolmente le opere di Johann riuscendo ad elevarle a livelli nettamente superiori. Non a caso proprio il periodo del matrimonio coincise, per Strauss, con quello della maggiore (e migliore) produzione, in buona parte merito della moglie che, dedicando anima e corpo alle attività del marito, ne divenne una vera e propria segretaria e manager.
Il loro matrimonio, tuttavia, fu sempre accompagnato da un grande scetticismo. Il popolo viennese rimase scioccato all'annuncio del loro matrimonio, sia perché la sposa aveva quarantaquattro anni al momento del matrimonio (circa sette anni più di Strauss) sia perché molte erano le voci secondo le quali la futura sposa fosse stata, anni prima, un'amante di Johann Strauss padre. Le critiche giunsero anche dalla stessa famiglia dello sposo; il fratello Josef Strauss inizialmente non riuscì a nascondere la sua profonda preoccupazione per l'imminente unione. Tuttavia, con il passare degli anni, anche Josef si accorse di quanto fossero infondate le sue preoccupazioni:
(Josef Strauss)
Così scriverà Josef della moglie del fratello in una lettera datata 2 maggio 1869 indirizzata a sua moglie Caroline.
Il contributo più importante che Jetty seppe dare alla produzione artistica di Strauss fu quello di essere riuscita a persuadere il marito a cimentarsi anche nel mondo teatrale dell'opera e dell'operetta. È proprio in questo fortunatissimo periodo che vedrà la luce quella che sarà destinata a rimanere la più popolare delle operette di Johann Strauss: Die Fledermaus (Il pipistrello, 1874). Oltre a ciò, grazie al suo insistente incoraggiamento, finalmente Jetty riuscì a far ottenere al marito l'ambito posto di "KK Hofballmusik-direktor" (direttore dei balli di corte) nel 1863 dopo che negli anni precedenti gli era stato vietato per due volte a causa del suo forte coinvolgimento a favore dei moti rivoluzionari durante le insurrezioni del 1848.
Henrietta Treffz visse abbastanza per vedere il marito ottenere dei piccoli ma incoraggianti successi nel settore dell'operetta, tuttavia, l'8 aprile 1878, a seguito di un attacco di cuore Jetty morì alle 23:30, causa e ora del decesso vennero registrate da uno dei suoi figli illegittimi. Parlava spesso di sé come di un “povero, vecchio zoppo” poiché affetta da tante malattie dolorose negli ultimi anni della sua vita. Venne sepolta nel cimitero di Hietzing, ma Strauss non partecipò al funerale e ad occuparsi di tutto fu il fratello Eduard Strauss.
Johann Strauss si risposò sette settimane più tardi, con la giovane attrice Ernestine Henriette Angelika Dittrich, il 28 maggio 1878.